# River Hyndburn
Der River Hyndburn ist ein Wasserlauf in Lancashire, England. Er fließt in westlicher Richtung oftmals unterirdisch durch Accrington und mündet westlich der Anschlussstelle 7 des M65 motorway in den Hyndburn Brook.